# سنوپوگوئیان

سنوپوگوئیان شهری در شهرستان کونگوسی در استان بام در بورکینافاسوی شمالی است و جمعیت آن ۱۵۹ نفر است.